# Daguestánskaya
Daguestánskaya (del ruso: Дагестанская) es una stanitsa del raión de Maikop en la república de Adiguesia de Rusia. Está situada a orillas del río Kurdzhips, 19 km al suroeste de Tulski y 26 km al sur de Maikop, la capital de la república. Tenía 530 habitantes en 2010
Pertenece al municipio de Krasnooktiabrski.

## Historia
La localidad fue fundada en 1863, recibiendo su nombre en homenaje al 82.º regimiento de Daguestán Hasta 1868 figuró como Daguestanski. Pertenecía al otdel de Maikop del óblast de Kubán hasta 1920.